# Катастрофа SSJ 100 в Шереметьєво
Катастрофа SSJ 100 в Шереметьєво — авіаційна катастрофа, що сталася 5 травня 2019 року.
Авіалайнер Sukhoi Superjet 100 з бортовим номером RA-89098, що здійснював рейс Москва — Мурманськ, був змушений повернутися в аеропорт Шереметьєво  через технічні негаразди.
Під час посадки літак отримав пошкодження, що стали причиною виникнення пожежі. За уточненими даними СК Росії, загинула 41 людина, в тому числі один член екіпажу, кілька людей госпіталізовано.

## Літак
Літак Sukhoi Superjet 100-95 (RRJ-95B), реєстраційний № RA-89098, заводський № 95135, мав ім'я «Мустай Карим», перший політ здійснив 21 червня 2017 року. У вересні 2017 року був переданий в авіакомпанію «Аерофлот». У квітні 2019 року пройшов останню планову перевірку.

## Катастрофа
Літак здійснював регулярний рейс «Аерофлоту» SU1492 Москва — Мурманськ з аеропорту Шереметьєво.
Літак злетів о 18:02 (за даними прес-служби Шереметьєва (тут і далі — час московський) або о 18:03 (за даними сервісу Flightradar24). Через кілька хвилин у літак, імовірно, потрапила блискавка: стюардеса Тетяна Касаткіна і кілька врятованих пасажирів стверджують, що бачили спалах і електричні розряди в області правої площини крила і правого двигуна, деякі з них чули звук удару.
О 18:11 встановлений на борту відповідач УВС видав код 7600 — «втрата зв'язку». Згідно з опублікованими записами переговорів і неофіційними розшифровками бортових самописців, екіпаж зв'язався з наземними службами аварійним каналом зв'язку і повідомив про проблеми зі зв'язком і відключення автоматичного управління. Командир повітряного судна запросив дозвіл на посадку. Пасажирам було оголошено про повернення в аеропорт «з технічних причин».
О 18:25 код відповідача змінився на 7700 — «аварійна або інша нештатна ситуація». До приземлення паніки на борту не було, сам літак не трясло і він плавно знижувався.
О 18:30 літак зробив грубу посадку з множинними відскоками від злітно-посадкової смуги. В результаті сталося руйнування паливних баків, розлив палива і сильна пожежа в задній частині літака.
О 18:31, через хвилину після посадки, керівник польотів з організації повітряного руху Шереметьєва оголосив сигнал «Тривога». Водночас почалася евакуація пасажирів силами екіпажу по двох надувних трапах у носовій частині.
О 18:32 — лише після того, як літак покинув останній пасажир, що міг рухатися, до палаючого літака прибув перший розрахунок аварійно-рятувальної команди аеропорту та почав гасити пожежу. У наступні дві хвилини до нього приєдналися ще п'ять розрахунків.
О 18:35 пожежники увійшли у палаючий борт.
О 18:48 пожежа була згашена. Під впливом вогню літак частково зруйнувався.
На борту літака знаходилося 78 осіб: 73 пасажири і 5 членів екіпажу. Врятувалося 33 пасажири і 4 члени екіпажу. Загинуло 40 пасажирів і 1 член екіпажу. Майже всі загиблі пасажири займали місця у хвостовій частині літака, з 11 по 20 ряд, загиблий бортпровідник Максим Моїсеєв також перебував у хвостовій частині салону. Частина врятованих отримала отруєння продуктами горіння, термоінгаляційні та інші травми, десять осіб було госпіталізовано.

## Розслідування
Розслідування авіаційної події веде комісія Міждержавного авіаційного комітету.
У зв'язку з подією слідчі органи Московського міжрегіонального СУ на транспорті СК Росії порушили кримінальну справу за ознаками злочину, передбаченого ч. 3 ст. 263 КК РФ (порушення правил безпеки руху й експлуатації повітряного транспорту, що призвело з необережності до смерті двох і більше осіб).
За рішенням голови СК Росії кримінальну справу передали для подальшого розслідування в центральний апарат відомства.
Фахівцями МАК розпочато дослідження бортових самописців. Параметричний самописець отримав серйозні пошкодження в результаті впливу високих температур, стан мовного самописця задовільний.

### Причини катастрофи
Станом на 6 травня 2019 року слідство розглядало кілька версій, включаючи недостатню кваліфікацію пілотів, диспетчерів і обслуговчого персоналу, відмова техніки і несприятливі погодні умови.